# Josep Dolcet i Rodríguez
Josep Dolcet i Rodríguez   (Barcelona, 9 de maig de 1961 - Barcelona, 5 de març de 2020) va ser un musicòleg català.

## Biografia
Fou un artista que estudià trompeta al Conservatori Superior Municipal de Música de Barcelona, es llicencià en història de l'art a la Universitat de Barcelona mentre desenvolupava la seva activitat musical dins l'àmbit de la sardana com a membre de la Cobla Sabadell. Va completar la seva formació com a musicòleg a l'antic "Instituto Español de Musicología" del CSIC. Estudià amb Josep Maria Llorens, qui considerava el seu mestre i amb el qual va col·laborar en la confecció del darrer volum de l'Opera omnia de Cristóbal de Morales.
Ben aviat es notava la seva passió per la recerca, la recuperació i la normalització del repertori musical català del Barroc i del Classicisme. Com a derivació natural de les seves inquietuds, l'any 1993 va fundar, juntament amb Llorenç Caballero, l'editorial Tritó. Va desenvolupar una activitat. També va desenvolupar diverses col·laboracions de caràcter divulgatiu com participar en la redacció de la Història de la música catalana, valenciana i balear. Va col·laborar amb diverses entitats com el Museu de la Música de Barcelona, el Gran Teatre del Liceu o el Museu d'Història de Barcelona, i també va assessorar molt diverses agrupacions musicals: Acadèmia 1750, Orquestra de Cadaqués, Orquestra Barroca Catalana, Vespres d'Arnadí, Cor Francesc Valls, La Xantria, etc.
Des de l'any 2007 va ser membre de la junta de la Societat Catalana de Musicologia (SCMUS). Es va doctorar amb la tesi El somni del Parnàs: la música a l'Acadèmia dels Desconfiats (1700-1705), en la que s'analitza el fenomen de la música en l'àmbit civil i aristocràtic de les acadèmies literàries. Per acabar fou l'instigador principal de la creació de la Societat Sor de Barcelona, presentada públicament el 2010.